# Ailurus fulgens
Il panda rosso o panda minore (Ailurus fulgens) è un mammifero dell'ordine dei carnivori, unico rappresentante vivente della famiglia Ailuridae.

## Tassonomia
Di solito vengono riconosciute due sottospecie, e queste dovrebbero essere considerate specie separate:
- Il panda rosso himalayano vive nella parte occidentale dell'areale del panda rosso, in particolare in Nepal, Assam, Sikkim e Bhutan[4].
- Il panda rosso cinese vive nel nord del Myanmar e nel sud della Cina. È presumibilmente più grande e di colore più scuro del panda rosso himalayano, ma c'è una notevole variazione in entrambe le sottospecie. Alcuni individui possono essere marroni o bruno-giallastri, invece che rossi[4].

## Descrizione

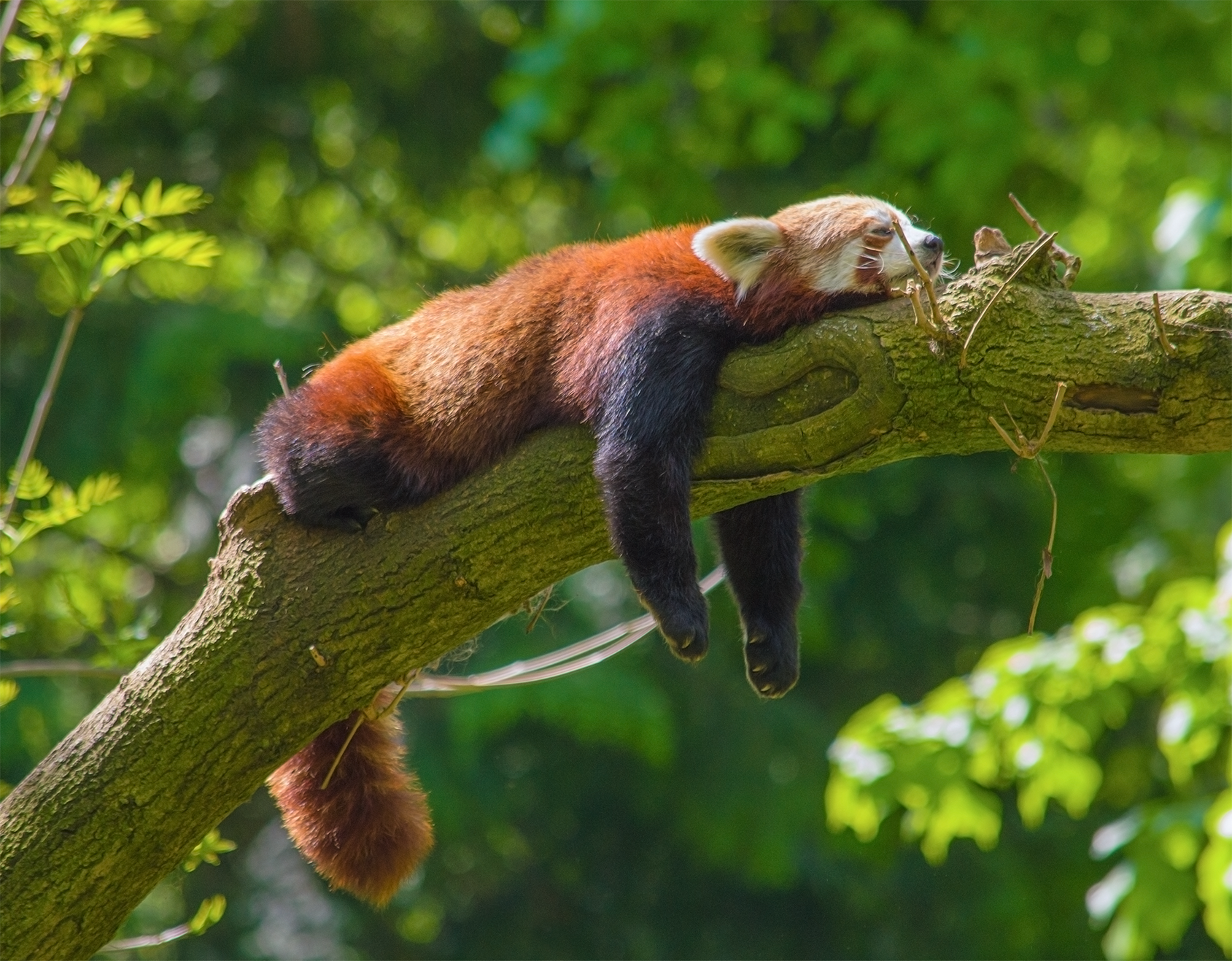
Panda rosso che dorme

Hanno una pelliccia lunga e soffice, marrone-rossiccia nelle parti superiori, nerastra in quelle inferiori e il muso chiaro con delle macchie a forma di lacrima
Il muso ha segni bianchi simili a quelli dei procioni, ma ogni individuo può avere un segno distintivo. La testa tonda ha orecchie verticali di medie dimensioni, un naso nero e occhi molto scuri, quasi nero pece. La lunga e folta coda, che presenta sei anelli giallo-rossicci e ocra alternati, provvede al suo equilibrio e lo aiuta a mimetizzarsi fra gli alberi coperti di muschio e licheni. Le zampe sono nere e corte, ricoperte da fitti peli. La pelliccia funziona da isolante termico nelle superfici coperte da neve o ghiaccio e nasconde le ghiandole odorifere che sono anche presenti nell'ano.

Il panda rosso, essendo un grande mangiatore di bambù, è dotato di artigli robusti, curvi e semi-retrattili che gli permettono di afferrare rami, foglie e frutta. Come il panda gigante, ha nelle zampe anteriori un "falso pollice", ovvero un'estensione dell'osso del polso. Il panda rosso è uno fra i pochi arrampicatori che, quando scende da un albero con la testa in avanti, ruota le sue caviglie per controllare la discesa. Questo animale è a rischio moderato di estinzione: si stima che ne rimangano meno di 10000 esemplari. 

## Habitat
Il panda rosso vive esclusivamente nelle foreste temperate dell'Himalaya e nell'area compresa tra le colline del Nepal occidentale e la catena montuosa di Qinling nello Shaanxi in Cina. Il suo habitat include Tibet meridionale, Sikkim e Assam in India, Bhutan, le montagne settentrionali della Birmania, le montagne Hengduan del Sichuan e le montagne Gongshan dello Yunnan nella Cina sudoccidentale. Può vivere anche nel Tibet sudoccidentale e nel nord dell'Arunachal Pradesh, ma non è stato documentato. Il luogo con la più alta densità di panda rossi include un'area nell'Himalaya che si pensa sia stata un rifugio per una varietà di specie endemiche nel Pleistocene. L'area di distribuzione del panda rosso può essere considerata discontinua. Un gruppo isolato vive nell'altopiano di Meghalaya nell'India nordorientale.
Negli anni '70 vennero trovate tracce di panda rosso nella Riserva di Caccia di Dhorpatan in Nepal. La loro presenza fu confermata nella primavera del 2007 quando 4 esemplari di panda rosso vennero avvistati ad altezze tra i 3220 e i 3610 m. Nel 2008 è stata confermata la loro presenza anche nel Rara National Park, a ovest della Riserva di Caccia di Dhorpatan.
Il panda rosso vive tra i 2200 e i 4800 metri di altezza, in aree con temperature moderate tra i 10 e i 35 °C con poche variazioni annuali. Predilige le aree montuose con foreste sia conifere sia caducifoglie e sottoboschi ricchi di bamboo.

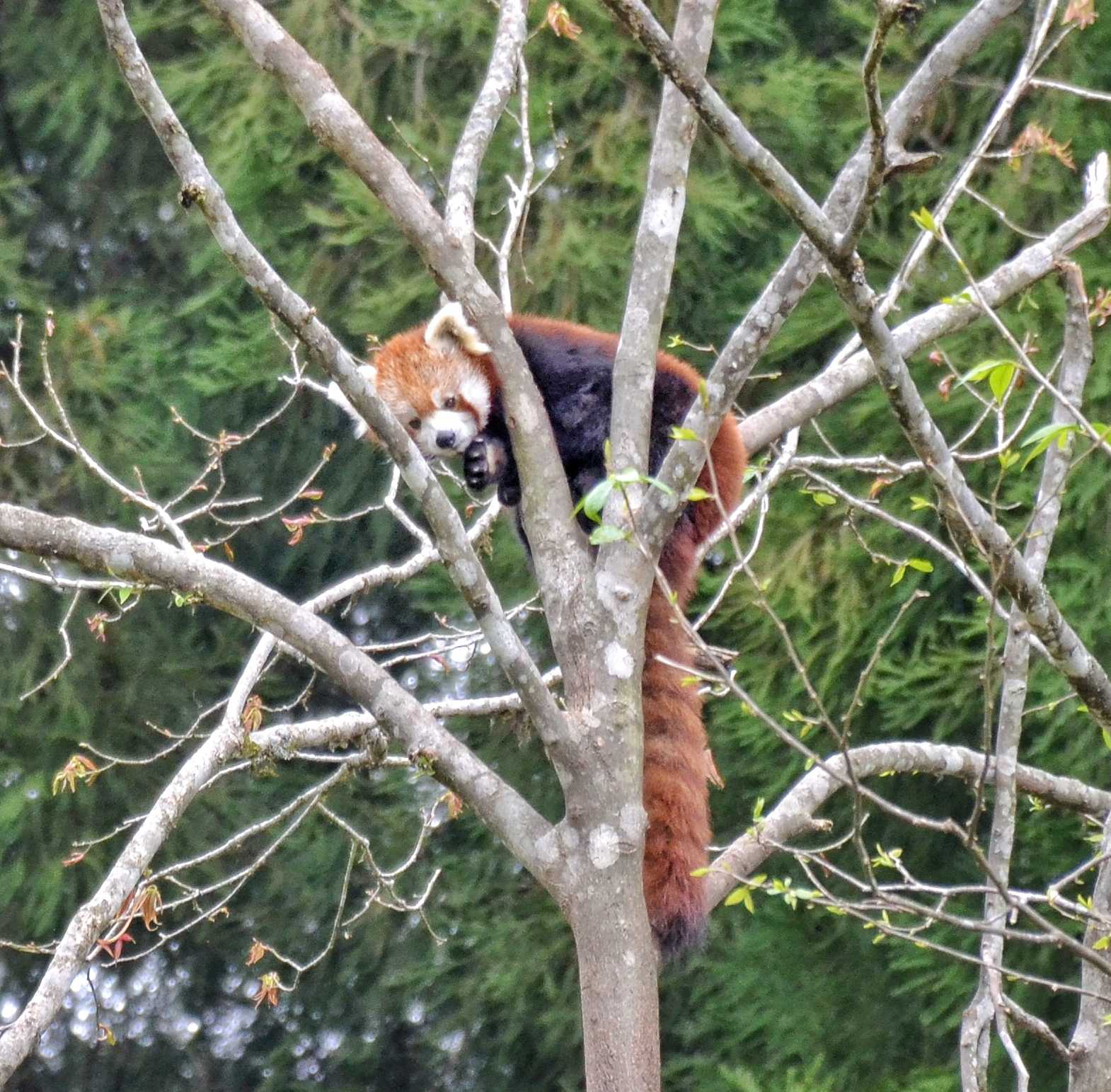
Panda rosso su un albero

Nelle province cinesi Guizhou, Gansu, Shaanxi e Qinghai il panda rosso è ormai estinto.

## Biologia
Si nutre prevalentemente di bambù, ma anche di frutta, foglie, radici ed occasionalmente insetti e piccoli vertebrati.
La gestazione ha una durata di circa 130 giorni e le cucciolate sono composte da 1 a 4 cuccioli.
Si nutre di notte mentre di giorno dorme. Quando dorme si allunga su un ramo e lascia a penzoloni le zampe, mentre arrotola la coda attorno al corpo e anche sul capo (non cade e non vede la luce del giorno). Le zampe anteriori hanno un sesto dito: un cuscinetto carnoso che serve per agguantare i bambù. A volte per bere utilizza un sistema curioso: mette la zampa nell'acqua e poi la lecca.

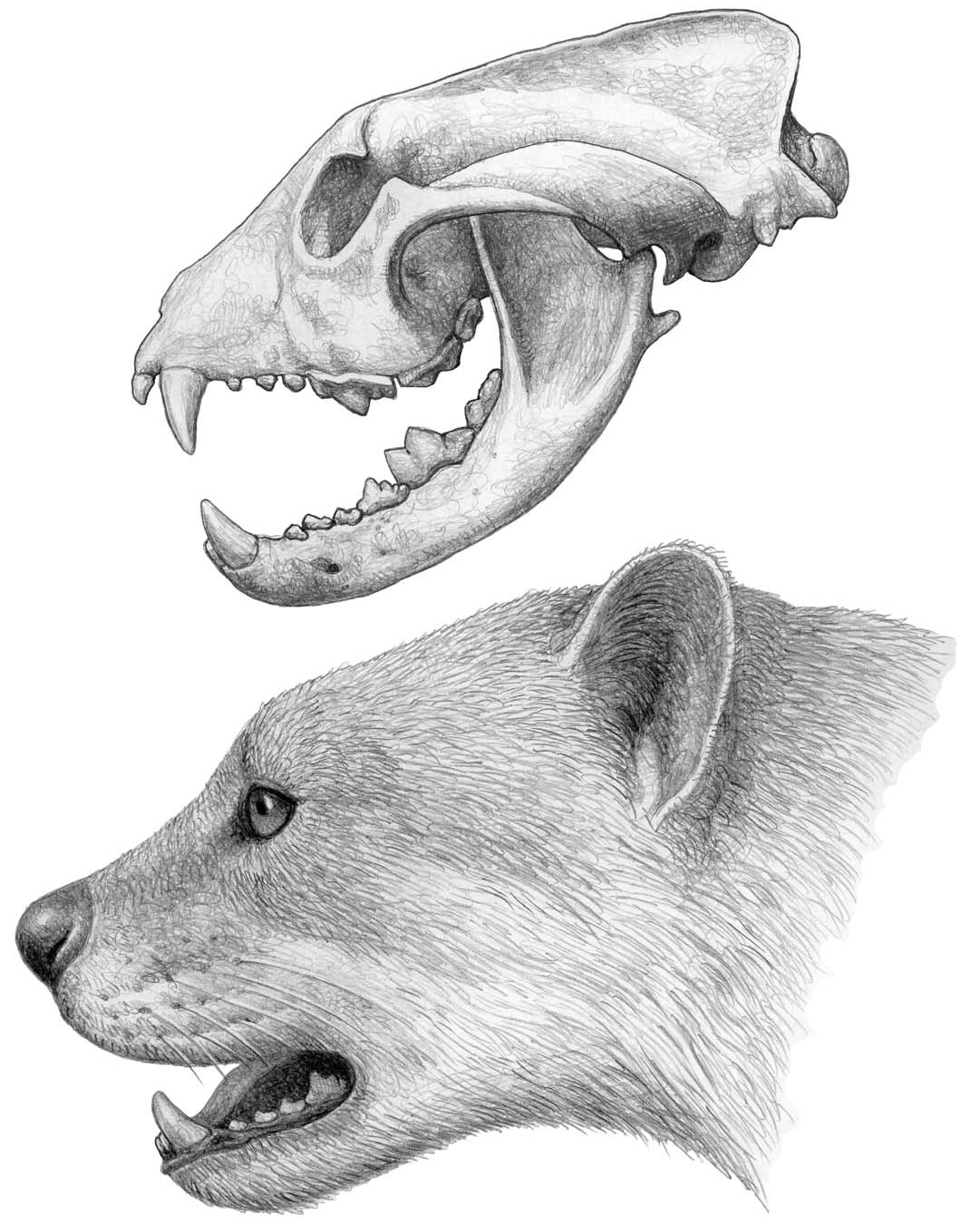
Cranio e ricostruzione dell'ailuride estinto Simocyon

## Conservazione
La Zoological Society of London, in base a criteri di unicità evolutiva e di esiguità della popolazione, considera Ailurus fulgens una delle 100 specie di mammiferi a maggiore rischio di estinzione.

## Storia evolutiva
Il panda minore è in parentela solo alla lontana con il panda gigante (Ailuropoda melanoleuca); l'antenato comune a queste due specie può essere fatto risalire al Terziario inferiore (Oligocene), probabilmente in Eurasia; il genere Amphictis è comunque già un ailuride; successivamente, con Alopecocyon, la famiglia si diffuse in tutti i continenti settentrionali. Fossili di forme simili al panda minore (sottofamiglia Ailurinae) sono stati ritrovati in Europa, Asia e Nordamerica, e sono stati ascritti al genere Parailurus. Più recentemente alcuni fossili ritrovati in Nordamerica sono stati attribuiti a un'altra specie estinta di panda minore (Pristinailurus bristoli). Un altro possibile parente fossile del panda minore è Simocyon, un grosso carnivoro dalle insolite specializzazioni, vissuto nel Miocene in Europa, Asia e Nordamerica.

## Galleria d'immagini

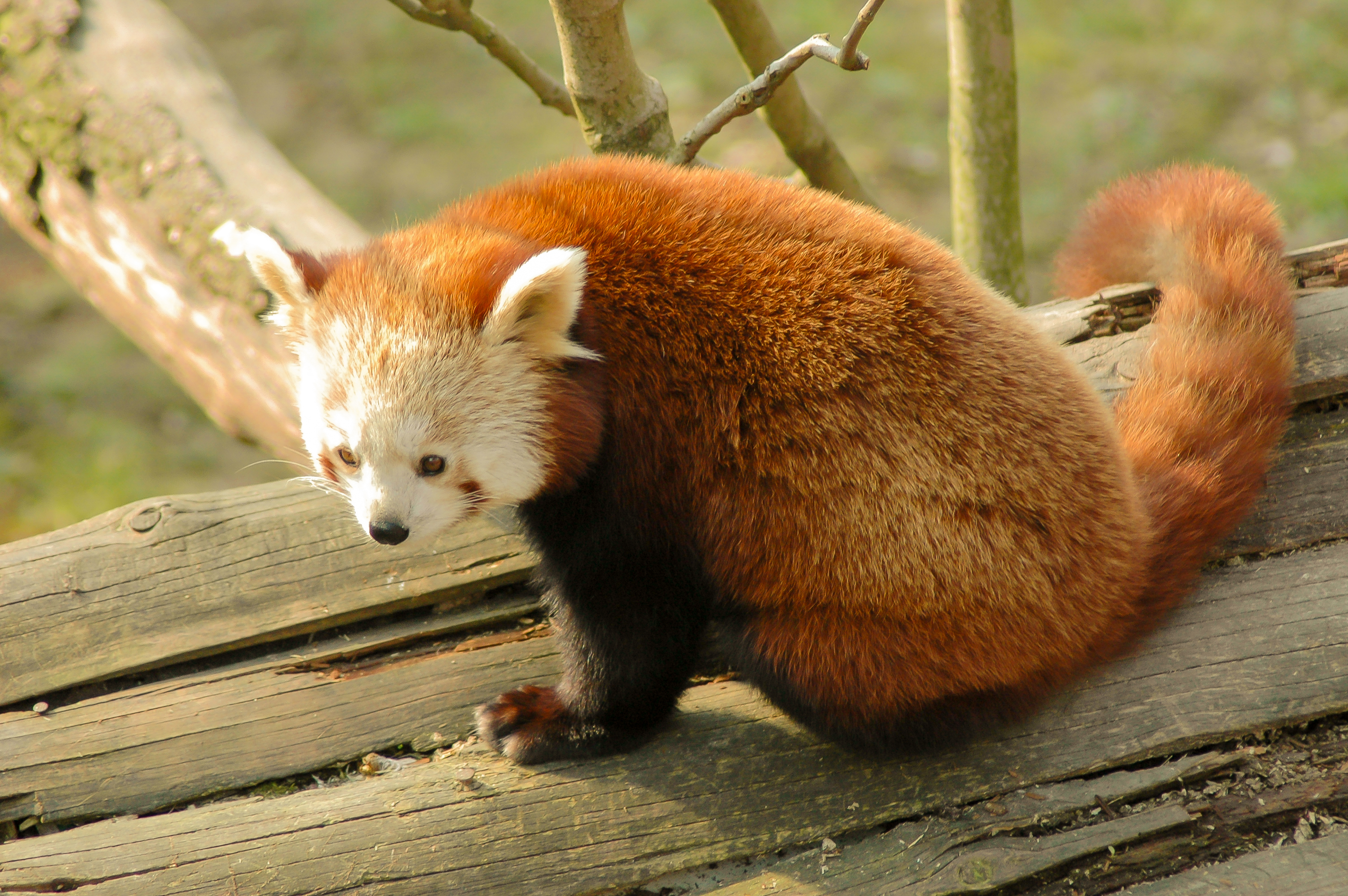
Esemplare di Panda Rosso del Parco Natura Viva di Bussolengo, in provincia di Verona
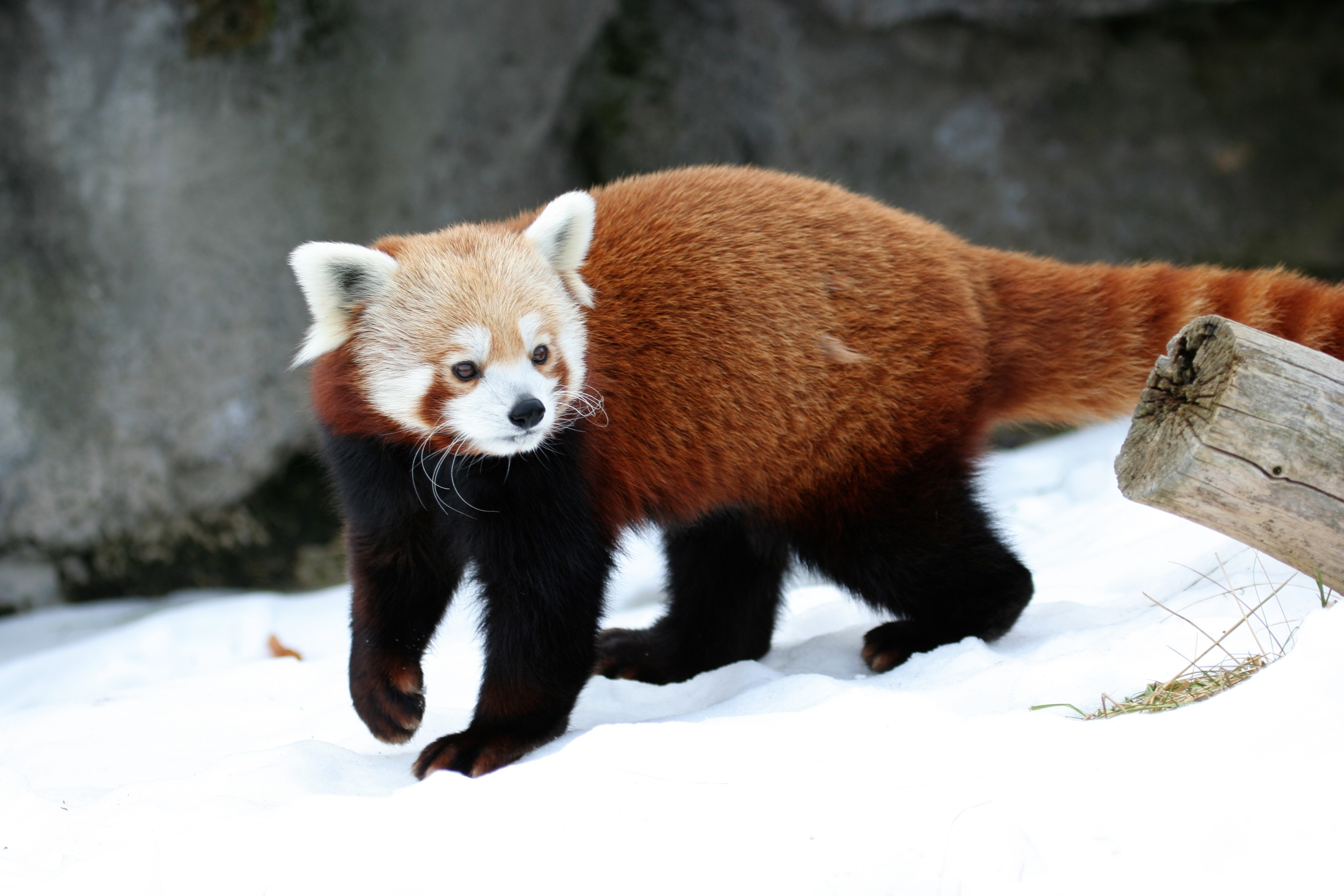
Panda rosso nel Rosamond Gifford Zoo di Syracuse, negli Stati Uniti
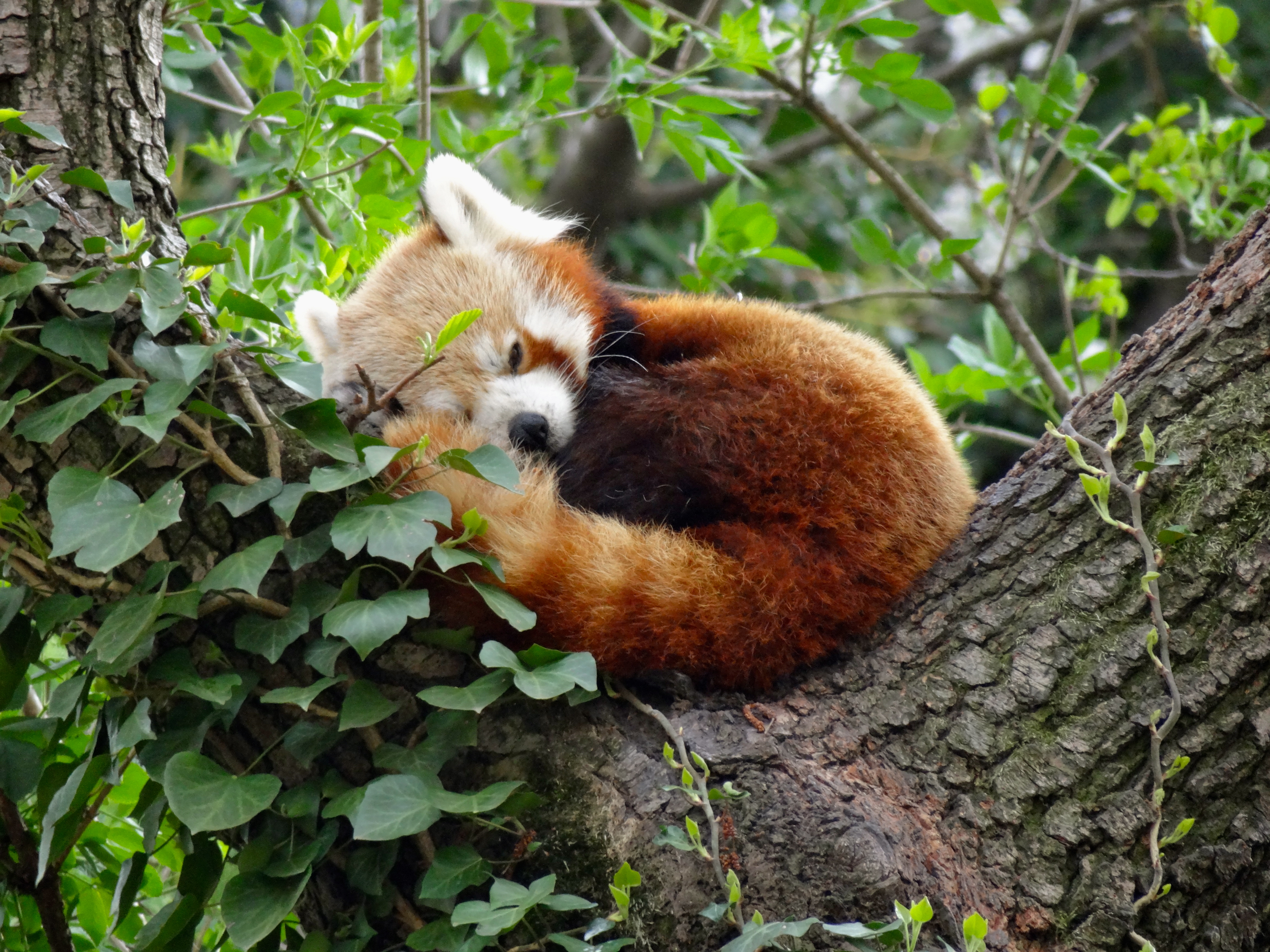
Panda rosso al Parco faunistico "La Torbiera" di Agrate Conturbia, in provincia di Novara
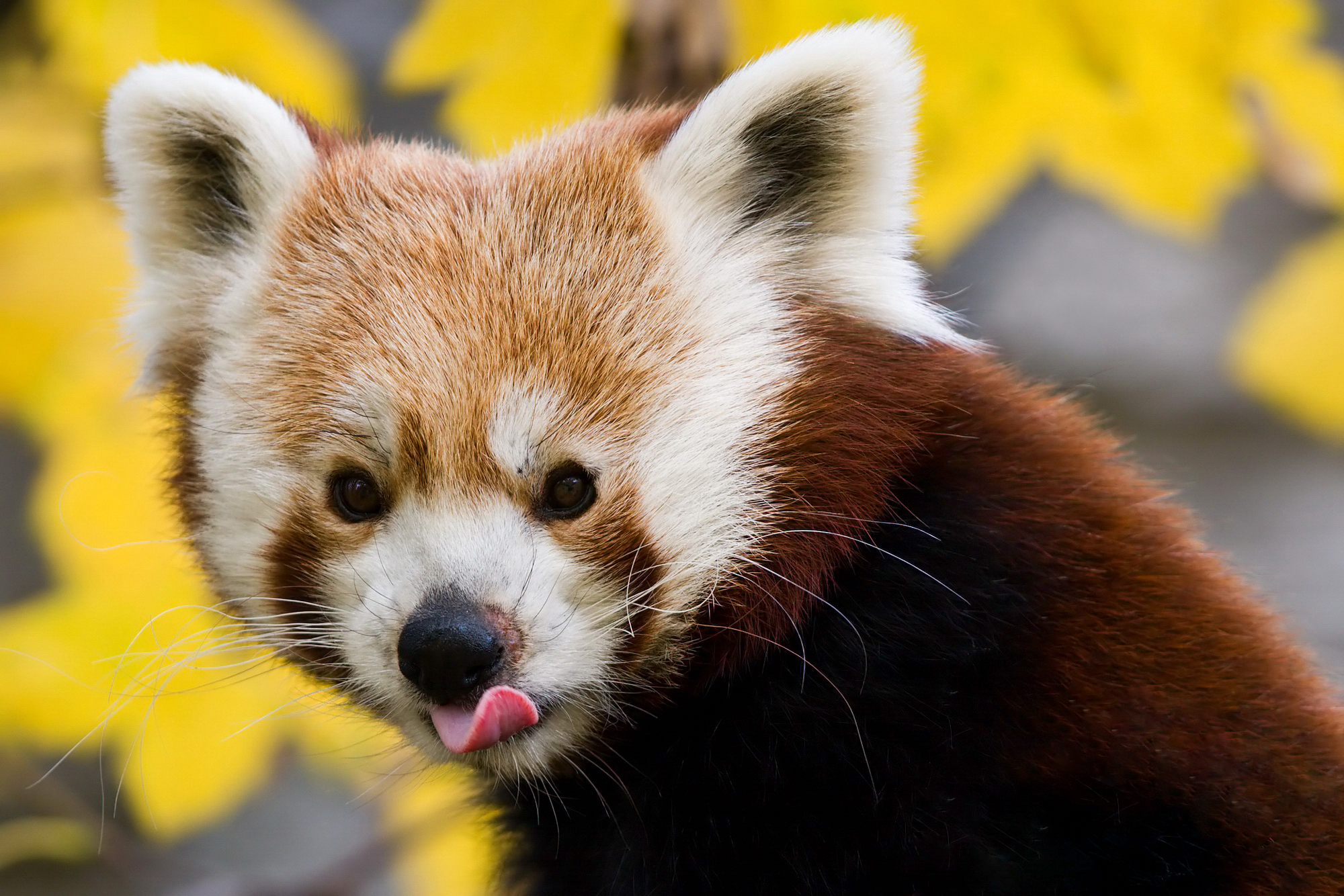
Panda rosso nel Tiergarten Schönbrunn di Vienna, in Austria
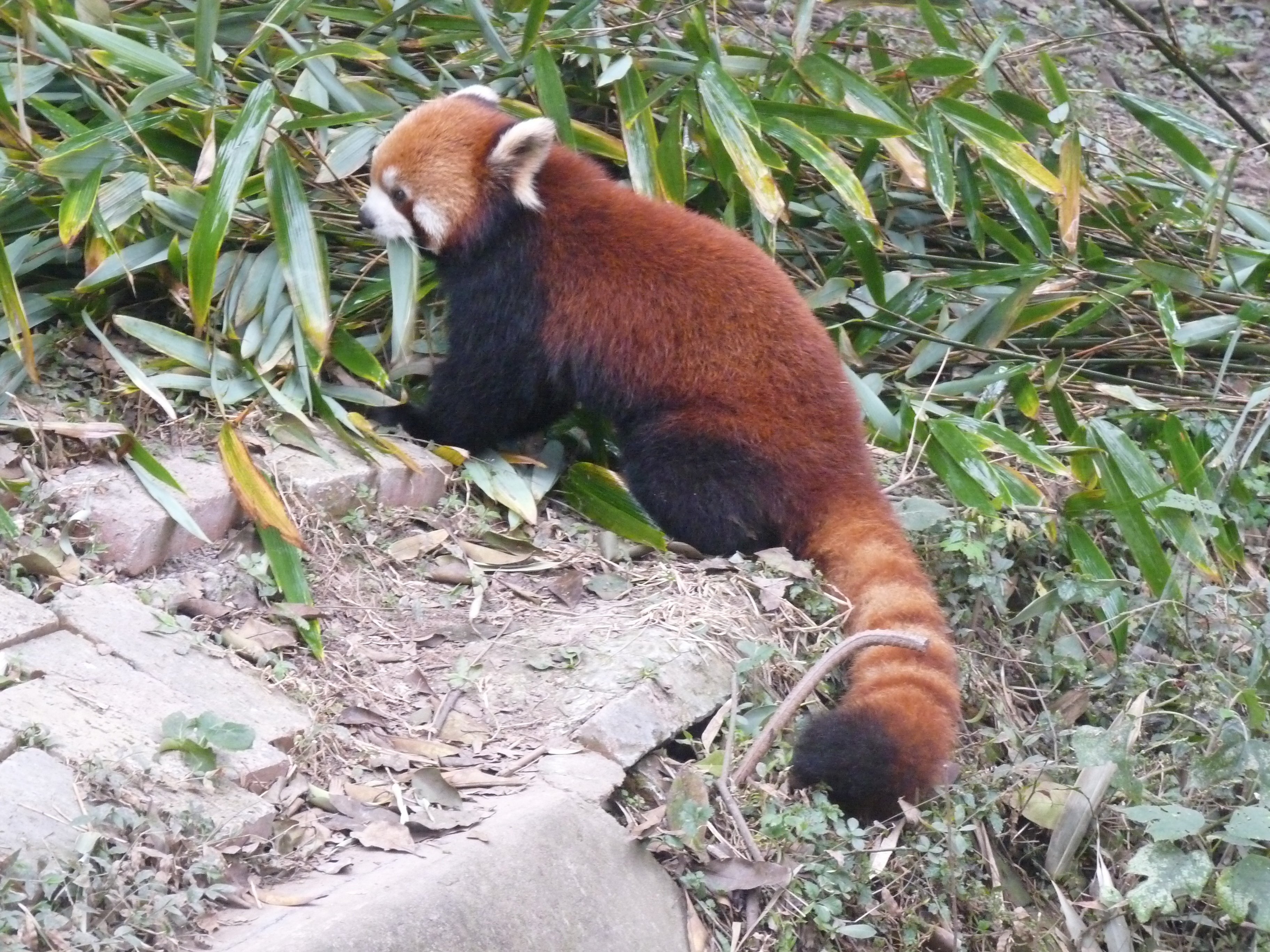
Esemplare di Panda Rosso del Giant Panda Breeding Research Base di Chengdu in Cina.
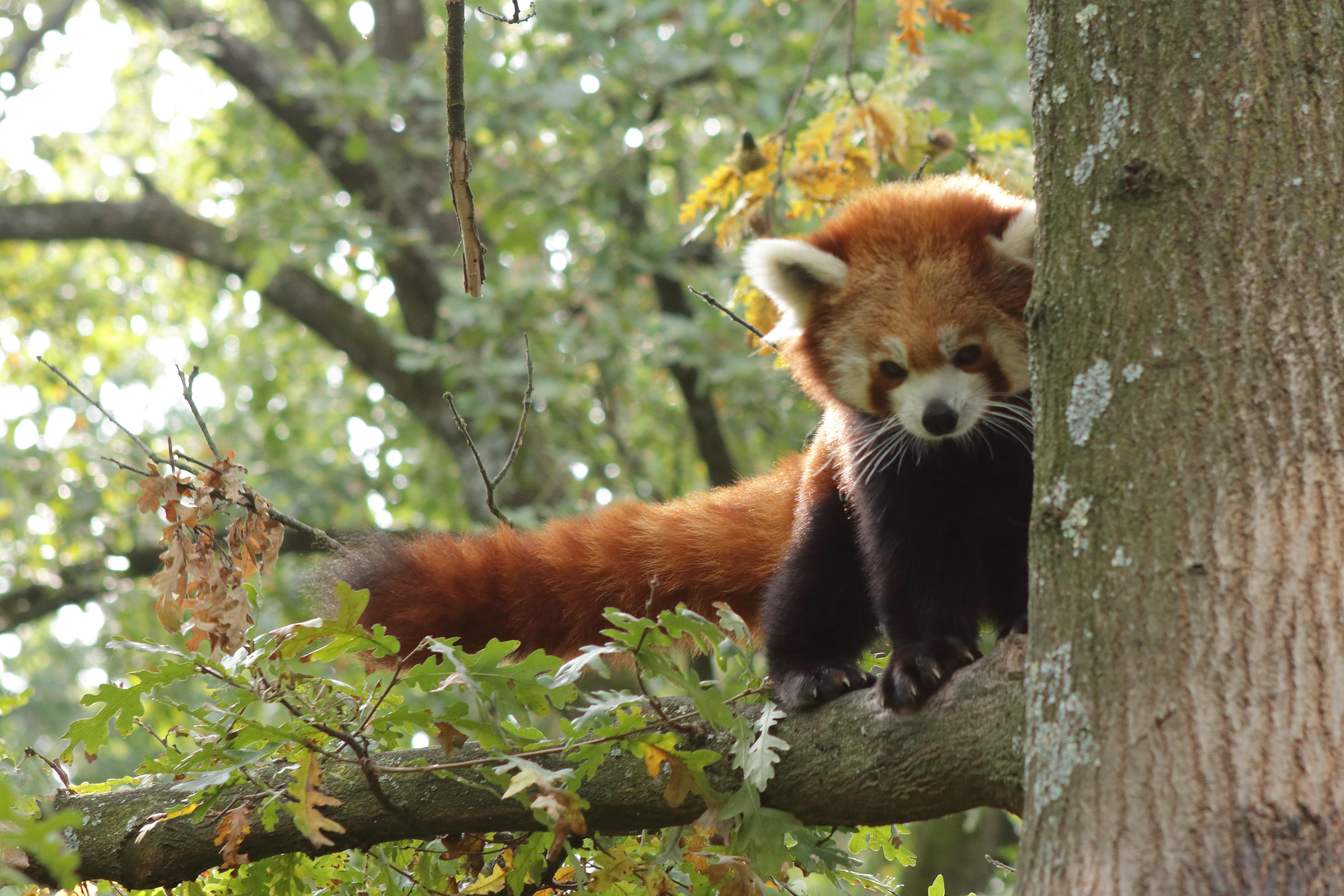
Panda rosso al Giardino Zoologico di Pistoia